# Тоз (Кемеровская область)
Тоз — посёлок в Кемеровской области. Входит в состав Мысковского городского округа.

## История
Во времена Российской Империи — улус находившийся в составе Томской волости Кузнецкого уезда Томской губернии.
23 мая 1861 года, в ходе своей трёхмесячной поездки, Тоз посетил известный этнограф Василий Радлов.
Улус Сосновая Гора упоминается в книге миссионера Василия Вербицкого «Алтайские инородцы».
Сосновая гора, это название вошло в документацию амбарной книги с приходом пришлых, а шорцы называли поселок Тас - кая (лысая гора) по названию горы у подножья которого расположился поселок. Искажение и изменения тюркских слов по произношению на славянский. Привело к не понятным названиям местности, рек, гор и др. слов... Практический эти непривычные по звучанию и не понятные по смыслу слова обычно "обкатывались" живой речью, пока не начинали звучать вполне по славянский, вследствие чего обретался обиходным и не понятным смыслом слова и ее значения, Так и с поселком он стал кому то Сосновая гора, кому то Тас - кая, после определенной обкатки он стал поселок Тоз, но большую роль в названии поселка сыграло общество созданное в 30-е годы как Товарищеское Общество земледельцев (ТОЗ) Фактический и здесь в описании в Викапедии есть некоторые неверности. Во первых слово улус не было в обиходе, был Аймак т.е. какой то населенный пункт, а отсюда слово аймакчи т.е. гость с какого то аймака. А так же разве может быть Алтайские да еще инородцы? Испокон веков (точно не известно, история про это умалчивает) шорцы проживали по р. Кондома, р. Мрас-Су, р. Томь, а алтайцы, тувинцы, хакасы это мы одна народность, которую с приходом в16-веке по указу царя с России казаков, стрельцов, чиновников и др.  начали распределение территорий.... Так и остались кто где находился, а оттуда и названия, кроме как шорцев, которые после реорганизации административного деления СССР в 1924г и через год в 1925г был образован Горно-Шорский национальный район с центром в с. Мыски. Но в 1939г он был упразднен и на его территории организовались Мысковский, Таштагольский и Кузедеевские районы. 

Тоз. 1913 год

Во времена СССР — посёлок Чувашинского сельсовета Мысковского горсовета.
В посёлке Тоз были восьмилетняя школа, библиотека, клуб, медпункт. С Больницей со своим штатом на 25 койка/мест и аптекой, в клубе был зубопротезный и он же зубной кабинет, 4 магазина (продуктовый, промтоварный, комиссионный и хлебный), а также столовая, пекарня с весовым хлебом, гостиница, интернат и конечно большая база для хранения всех товаров и продуктов. На тозинский остров садились самолеты по перевозке товаров, почты и других дел, а по весне при большой воде с Оби приходили самоходные баржи.

## География
Посёлок расположен в южной части Кемеровской области на реке Мрас-Су в районе впадения в неё реки Большой Тоз.
Центральная часть населённого пункта расположена на высоте 250 метров над уровнем моря.
В посёлке Тоз единственная улица — Кара-Кай-Таг.

## Туризм
Посёлок является одним из пунктов первого экскурсионного маршрута по Мрас-Су. Здесь экскурсанты знакомятся с укладом жизни местных жителей и дегустируют шорские национальные блюда.

## Транспорт
Добраться до посёлка Тоз можно по грунтовой дороге идущей вдоль берега Мрас-Су, а затем переправой по реке. Также можно добраться на моторной лодке.

## Население
В 1968 году в посёлке проживало 267 человек, имелось 97 хозяйств.
По данным Всероссийской переписи населения 2010 года население посёлка Тоз составляет 19 человек.